# Hymenophyllum interruptum
Hymenophyllum interruptum là một loài thực vật có mạch trong họ Hymenophyllaceae. Loài này được Kunze miêu tả khoa học đầu tiên năm 1834.